# Microplitis nigritus
Microplitis nigritus är en stekelart som beskrevs av Muesebeck 1922. Microplitis nigritus ingår i släktet Microplitis och familjen bracksteklar. Inga underarter finns listade i Catalogue of Life.